# Diògenes de Rodes
Diògenes de Rodes (en llatí Diogenes, en grec Διογένης) va ser un gramàtic grec del segle i, que dirimia plets a  Rodes cada set dies. Una vegada l'emperador Tiberi el va voler escoltar degut a la seva fama, però com que no era el dia que corresponia, Diògenes no va voler actuar i va recomanar a l'emperador de tornar al setè dia. Un temps després va anar a Roma i va demanar audiència a l'emperador, el qual no el va voler rebre, però li va dir que tornés al cap de set anys.